# Николай Куманов
Николай Куманов е български цигулар.

## Биография
Роден е на 17 октомври 1963 г. Учи цигулка при Антоанета Пенкова от петгодишна възраст. Учи в Националното музикално училище „Любомир Пипков“. Там е ученик на Любомир Бахаров. През 1987 г. завършва Държавната музикална академия „Панчо Владигеров“ в класа на проф. Георги Бадев.
През 1992 година печели конкурс и постъпва в Софийската филхармония. Заместник-председател е на Съюза на българските музикални и танцови дейци.
Почива на 8 септември 2018 г. в Пазарджик след пътнотранспортно произшествие на автомагистрала „Тракия“ на 1 септември.